# Sebald Weinschröter
Sebald Weinschröter (* 1318 oder 1328; † 1363 oder 1370) war ein Nürnberger Hofmaler Kaiser Karls IV.
In der Freien Reichsstadt Nürnberg sind Hofkünstlern wie er als Vertreter des Hofs in Prag nachweisbar. Über Leben und Werk des Sebald Weinschröter ist wenig nachweisbar, eventuell war er der Maler des Jakobsaltars in Nürnberg. 